# Shabdrung Ngawang Namgyal
Ngawang Namgyal (Ralung, 1594 – 1651) è stato un monaco buddhista tibetano.
Noto comunemente anche come Shabdrung Ngawang Namgyal (tibetano: ཞབས་དྲུང་ངག་དབང་རྣམ་རྒྱལ་, Wylie: zhabs drung ngag dbang rnam rgyal), laddove Shabdrung è da considerarsi un titolo onorifico, egli è considerato il padre fondatore del Bhutan moderno, capace non solo di raggiungere l'unità politica della nazione, ma anche di definire nettamente l'identità bhutanese e di affrancarla dalla influente cultura del Tibet.

## Biografia

### Nascita e periodo tibetano
Ngawang Namgyal nacque nel 1594 nel Monastero di Ralung, poco distante dalla città tibetana di Gyantse. Egli era figlio del discendente Drukpa Mipham Tenpai Nyima (Wylie: 'brug pa mi pham bstan pa'i nyi ma) e di Sönam Pelgyi Butri (Wylie: bsod nams dpal gyi bu khrid), figlia del sovrano di Kyishö, in Tibet. Dalla parte del padre Ngawang Namgyal risultava quindi essere il discendente di Tsangpa Gyare, il fondatore del lignaggio Drukpa, e proprio per questo motivo fu incoronato prestissimo a capo del monastero di Ralung in quanto diretta reincarnazione del predecessore Kunkhyen Pema Karpo.
Tuttavia, la sua incoronazione fu seriamente ostacolata e osteggiata da Lhatsewa Ngawang Zangpo, un influente seguace di Pema Karpo che caldeggiava il riconoscimento del candidato rivale Gyalwang Pagsam Wangpo. Da questa rivalità nacque una situazione di crescente tensione, che arrivò al culmine quando nel 1616 Ngawang Namgyal abbandonò il Tibet per evitare di essere arrestato e si rifugiò nel Bhutan occidentale, dove fondò il monastero di Chagri e lo dzong di Simtokha nella valle in cui sorge l'odierna Thimphu per poter controllare meglio i traffici tra Paro ad ovest e Trongsa ad est.

### Unificazione del Bhutan
Dopo essersi stanziato stabilmente nell'ovest del Bhutan, consolidò il suo controllo sul territorio sottomettendo gli appartenenti alla setta Lhapa Kagyu, un ramo della scuola Drikung Kagyu che aveva costruito alcuni dei tradizionale dzong bhutanesi, tra cui lo dzong di Punakha tra il 1637 e il 1638. Infatti, sette come la Drukpa, la Lhapa e il Nenyingpa avevano controllato l'intero Bhutan occidentale dal XII secolo. Questo fu il primo passo per la successiva unificazione di tutto il paese, ma nonostante ciò permise all'antico lignaggio monastico dei Nyingma di continuare ad operare nel Bhutan centrale e orientale.
Nel 1627, i primi visitatori europei in Bhutan (i gesuiti portoghesi Estêvão Cacella e João Cabral) conobbero personalmente lo Shabdrung, descrivendolo come una persona estremamente compassionevole e intelligente, di grande energia e con una grande passione per l'arte e la scrittura. In linea con la sua posizione di alto lama, fu descritto anche come tipo meditativo che aveva appena terminato un ritiro spirituale di tre anni. Uomo affabile, si rivelò molto ospitale con i due gesuiti ed accettò con riluttanza a concedere loro il permesso di andarsene e si offrì di sostenere i loro sforzi di proselitismo con manodopera e fondi per la costruzione della chiesa. Essi successivamente di diressero verso il Tibet e la Cina alla ricerca delle stele nestoriana.
Nel 1634, nella battaglia dei Cinque Lama, Ngawang Namgyal prevalse sulle forze tibetane e sui ribelli bhutanesi alleati contro di lui, riuscendo a riunire tutto il Bhutan sotto la propria autorità. Tra le sue prime mosse si ricorda l'introduzione di un doppio sistema di governo sotto il codice dello Tsa Yig: si trattava di una sorta di diarchia in cui il potere politico apparteneva al Druk Desi, coadiuvato da governatori locali e ministri noti come penlop, mentre quello religioso apparteneva al cosiddetto Je Khenpo, responsabile delle questioni relative alla vita monastica.

### Morte
Ngawang Namgyal morì nel 1651 ed il potere fu affidato ai governatori locali e non ad un successivo Shabdrung. Al fine di evitare una battaglia dinastica e un ritorno all'epoca dei signori della guerra, la morte di Ngawang Namgyal fu tenuta nascosta fino al 1705. In questo periodo di cinquantaquattro anni, i ministri e i governatori locali continuarono ad emanare nuove leggi in suo nome, giustificando la sua assenza da tutte le cerimonie pubbliche con un prolungato ritiro spirituale.
Oggi, la dipartita dello Shabdrung è un giorno di festività e generalmente cade tra aprile e maggio.